# Alexander Alexandrowitsch Blinow
Alexander Alexandrowitsch Blinow (russisch Александр Александрович Блинов; * 20. August 1981 in Chabarowsk, Russische SFSR) ist ein russischer Sportschütze.

## Erfolge
Alexander Blinow, der 1996 seine ersten professionellen Wettkämpfe im Sportschießen bestritt und für Dinamo Chabarowsk startete, nahm an den Olympischen Spielen 2004 in Athen im Wettbewerb auf die Laufende Scheibe über die 10-Meter-Distanz teil. Mit 578 Punkten gelang ihm als Viertplatzierter die Qualifikation für das Finale, in dem er mit 100 Punkten das beste Ergebnis aller acht Finalstarter erzielte. Dadurch rückte er noch zwei Plätze auf den Silberrang hinter Manfred Kurzer und vor seinen Landsmann Dmitri Lykin vor. Seine Gesamtpunktzahl betrug 678 Punkte.
Seine ersten Medaillen bei Weltmeisterschaften sicherte sich Alexander Blinow 2002 in Lahti, als er jeweils im Mannschaftswettbewerb auf den Laufenden Keiler im gemischten Lauf Bronze und auf die Laufende Scheibe Silber gewann. Vier Jahre darauf belegte er in Zagreb auch im Einzel auf die Laufende Scheibe den zweiten Platz. In der Mannschaftskonkurrenz wurde er derweil erstmals Weltmeister, während er sich mit der Mannschaft im gemischten Lauf auf den Laufenden Keiler im Vergleich zu 2002 auf Rang zwei verbesserte. Auch 2008 belegte er in Pilsen in dieser Disziplin den zweiten Platz, wie auch im Mannschaftswettbewerb auf den Laufenden Keiler im regulären Lauf. Im gemischten Lauf auf den Laufenden Keiler gewann er seine erste und auch einzige Goldmedaille im Einzel. Seinen dritten Weltmeistertitel sicherte er sich außerdem im Mix-Mannschaftswettbewerb auf die Laufende Scheibe. Weitere Mannschaftstitel folgten 2009 in Heinola mit Goldmedaillen im Wettbewerb auf den Laufenden Keiler und auf den Laufenden Keiler im gemischten Lauf. Blinow verteidigte im Jahr darauf in München erfolgreich den Titel im gemischten Lauf, 2012 wurde er in Stockholm mit der Mannschaft in dieser Disziplin Dritter. 2002 in Thessaloniki und 2009 in Prag wurde Blinow auf die Laufende Scheibe über die 10-Meter-Distanz Europameister im Mix-Mannschaftswettbewerb. Im Einzelwettbewerb belegte er 2002 in Thessaloniki, 2003 in Göteborg, 2004 in Győr und 2019 in Osijek den zweiten Platz.